# Acrotritia meristos
Acrotritia meristos är en kvalsterart som först beskrevs av Wojciech Niedbała 2003.  Acrotritia meristos ingår i släktet Acrotritia och familjen Euphthiracaridae. Inga underarter finns listade i Catalogue of Life.